# Cocks & Féret - Bordeaux et ses vins
Cocks & Féret - Bordeaux et ses vins autrement appelé Le Guide Féret ou, plus simplement, Le Féret, est le nom d'un guide des vins de Bordeaux créé à l'origine par le Britannique Charles Cocks en 1846. Originellement publié sous le titre Bordeaux, its Wines and Claret Country, il est ensuite édité en français en 1850 par Michel-Édouard Féret aux Éditions Féret. Cet ouvrage de référence, aujourd'hui encore considéré comme la plus vaste source d'information sur les vins de Bordeaux, est mis à jour tous les sept ans environs.
Le titre « Bordeaux et ses vins » est une marque déposée.

## Histoire
Jean-Baptiste Féret a fondé la Librairie Féret à Bordeaux en 1812. Il reçoit la patente d'éditeur en 1814. La société devient "Féret et fils" en 1841. Charles Cocks, un anglais, maître d'école et passionné de vin habitant à Bordeaux depuis 1840 se lance dans l'écriture d'un guide touristique à destination de ses compatriotes. L'ouvrage de 184 pages est publié en 1846 à Londres sous le titre "Bordeaux, its Wines and Claret Country" (Bordeaux, de ses Vins et le Pays du clairet). Le livre contient des observations historiques et touristiques sur Bordeaux et, fait nouveau, propose un passage en revue des communes viticoles importantes avec la mention des meilleurs crus. Ce n'était pas la première publication qui traitait exclusivement des vins de Bordeaux. Il existait par exemple le Traité sur les vins du Médoc (1824) de William Franck mais le livre de Charles Cocks était le premier à couvrir tout le département.
En 1846, Michel-Édouard Féret rencontre Charles Cocks et propose de lui éditer la traduction française de son ouvrage. La partie sur les vins est entièrement revue et mise à jour. L'ouvrage est publié en 1850 sous le titre explicite: Guide de l'étranger à Bordeaux et dans la Gironde. Bordeaux, ses environs et ses vins classés par ordre de mérite. Pour la première fois, il était donc proposé une classification des vins par commune et par ordre de mérite. Cette publication est considérée comme la première édition du Bordeaux et ses Vins.
Charles Cocks décède en 1854, Bordeaux et ses Vins 2e édition parait en 1868. La succession des publications permet de fournir un historique de l'évolution des différentes propriétés et des appellations de la région bordelaise.
La dernière mise à jour remonte à décembre 2014 avec la 19e édition qui à l'occasion du bicentenaire de la maison d'édition est sous-titrée: L'édition du Bicentenaire 1814-2014.

## Classification des vins
Près d'une décennie avant la Classification Officielle des Vins de Bordeaux de 1855, Cocks a estimé que Château Lafite, Château Latour, Château Margaux et Château Haut-Brion étaient des "Premiers Crus" tandis que Château Mouton, Château Léoville (actuel Château Léoville-Las cases, Château Léoville-Poyferré et Château Léoville Barton) 
Château Rauzan (actuel Château Rauzan-Ségla et Château Rauzan-Gassies), Château de Durfort, Château Gruaud-Larose, Château Lascombes , Château Gorse (actuel Château Brane-Cantenac) étaient des "Deuxièmes Crus",,.
Avec la deuxième édition apparaît la mention "Classement par ordre de mérite" où les vins sont listés par commune et par niveau de réputation.

## Gravures

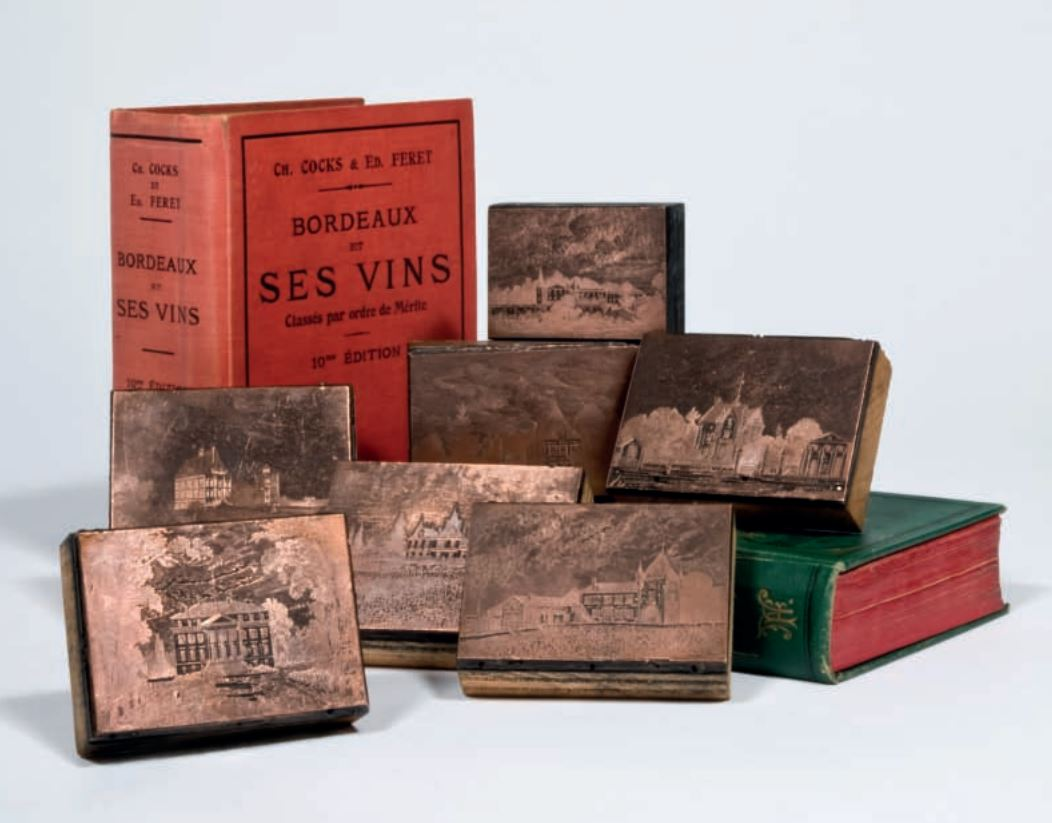
Typons originaux mis en scène pour la vente aux enchères.

À partir de la deuxième édition du Guide Féret en 1868, l'ouvrage est agrémenté d'illustrations. Michel-Edouard Féret embauche Eugène Vergez pour dessiner les illustrations des propriétés viticoles, que va graver Léon-Louis Chapon sur cuivre.
Un grand nombre de typons originaux ont été mis en vente par la maison d'édition Féret lors d'une vente aux enchères dirigée par Artcurial le 18 décembre 2009. Le typon original du Château Latour y fut adjugé à plus de 5 000 euros.

## Éditions successives
Publié depuis 1850 sans discontinuité par les Editions Féret, l'ouvrage est régulièrement mis à jour. Depuis la première édition, l'ouvrage est devenu de plus en plus technique et précis. Il se fait fort de recenser l'ensemble des propriétés et du négoce bordelais.
| #  | Publication | Direction                        | Titre                                             | Commentaire | Nombre de pages | Nombre de marques | Re-impression                | Version Anglaise |
| -- | ----------- | -------------------------------- | ------------------------------------------------- | --- | --------------- | ----------------- | ---------------------------- | ---------------- |
| 0  | 1846        | Charles Cocks                    | Bordeaux, its Wines and Claret Country            | Publié à Londres par Longman, Brown, Green, and Longmans | 227             |                   |                              | 1846             |
| 1  | 1850        | Charles Cocks                    | Guide de l'étranger à Bordeaux et dans la Gironde | Traduction française de l'ouvrage anglais du même auteur, revu et augmenté pour sa partie vin.                                                                     | 319             | 671               | 1865, 1869, 1876, 1984, 2013 |                  |
| 2  | 1868        | Edouard Féret                    | Bordeaux et ses Vins 2e édition                   | Des gravures originales sont disposées dans le Guide | 471             | 1 650             |                              |                  |
| 3  | 1874        | Edouard Féret                    | Bordeaux et ses Vins 3e édition,                  | Gravures payées par les propriétés | 599             | 2 610             | 2011                         |                  |
| 4  | 1881        | Edouard Féret                    | Bordeaux et ses Vins 4e édition                   | |                 | 2 496             |                              | 1883             |
| 5  | 1886        | Edouard Féret                    | Bordeaux et ses Vins 5e édition                   | | 635             | 2 688             |                              |                  |
| 6  | 1893        | Edouard Féret                    | Bordeaux et ses Vins 6e édition                   | | 802             | 3 456             |                              |                  |
| 7  | 1898        | Edouard Féret                    | Bordeaux et ses Vins 7e édition                   | 475 communes viticoles répertoriées, un addendum a été publié en 1901                                                                                              | 877             | 3 750             | 2009                         | 1899             |
| 8  | 1908        | Edouard Féret                    | Bordeaux et ses Vins 8e édition                   | |                 | 3 700             |                              |                  |
| 9  | 1922        | Charles Féret                    | Bordeaux et ses Vins 9e édition                   | Lendemain de guerre, beaucoup de propriétés ont changé de main | 1130            | 3 900             | 2014                         |                  |
| 10 | 1929        | Charles Féret                    | Bordeaux et ses Vins 10e édition                  | Après plusieurs récoltes excellentes le vignoble s'est bien remis des affres du phylloxéra, et les délimitation des appellations s'établissent. Une édition phare. |                 | 4 611             |                              |                  |
| 11 | 1949        | Charles Féret                    | Bordeaux et ses Vins 11e édition                  | | 1146            | 4 143             |                              |                  |
| 12 | 1969        | Claude Féret                     | Bordeaux et ses Vins 12e édition                  | À partir du deuxième tirage le Château Mouton Rotscshild apparaît comme « premier grand cru classé »                                                               |                 | 4 140             | 1970, 1974, 1977             |                  |
| 13 | 1982        | Claude Féret                     | Bordeaux et ses Vins 13e édition                  | |                 | 4 096             |                              | 1986             |
| 14 | 1991        | Marc-Henri Lemay                 | Bordeaux et ses Vins 14e édition                  | | 1975            | 6 500             |                              |                  |
| 15 | 1995        | Bruno Boidron & Marc-Henri Lemay | Bordeaux et ses Vins 15e édition                  | |                 | 8 500             |                              | 1998             |
| 16 | 2001        | Bruno Boidron & Marc-Henri Lemay | Bordeaux et ses Vins 16e édition                  | Les Négociants font leur entrée dans le Guide. | 2340            | 13 500            |                              |                  |
| 17 | 2004        | Bruno Boidron                    | Bordeaux et ses Vins 17e édition                  | | 2338            | 14 000            |                              | 2004             |
| 18 | 2007        | Bruno Boidron                    | Bordeaux et ses Vins 18e édition                  | | 2296            | 15 700            |                              |                  |
| 19 | 2014        | Bruno Boidron                    | Bordeaux et ses Vins 19e édition                  | sous titre: "l'édition du Bicentenaire 1814-2014" | 1952            | 12 200            |                              |                  |
| 20 | 2022        |                                  | Bordeaux et ses Vins 20e édition                  | ouvrage en cours de préparation |                 |                   |                              |                  |